# Skulpturenpark Köln
Der Skulpturenpark Köln ist ein ca. 3 ha großer Park mit Außenskulpturen deutscher und internationaler Künstler in Köln.
Konzeptioneller Unterschied zu anderen Skulpturenparks ist, dass er als „Ort für die Auseinandersetzung mit der zeitgenössischen Skulptur“ angelegt ist. Es gibt keine Dauerausstellung, stattdessen wird regelmäßig nach zwei Jahren ein Teil der ausgestellten Skulpturen durch neue ersetzt.

## Geschichte
Initiator des Skulpturenparks Köln war der Kunstsammler Michael Stoffel, der dazu die Gesellschaft der Freunde des Skulpturenparks Köln e. V. ins Leben gerufen hatte. In Kooperation mit der Stadt Köln entstand der Park, der unmittelbar an dem damaligen Wohnhaus der Eheleute Stoffel und dem jetzigen Stiftshaus an der Elsa-Brändström-Straße liegt und in privater Trägerschaft betrieben wird. Geleitet wurde der Skulpturenpark Köln von Michael Stoffel bis zu seinem Tode im Jahre 2005. Danach führte ihn seine Frau Eleonore Stoffel bis zu ihrem Tode am 16. April 2007 weiter. Auf Initiative der Michael und Eleonore Stoffel Stiftung (MES) wurde im Jahr 2008 die Stiftung Skulpturenpark Köln gegründet, die nun die Leitung des Parks übernommen hat. Den Vorständen der MES ist es zu verdanken, dass die Skulpturen des Parks in Köln als „ewige“ Dauerleihgabe von der Pinakothek der Moderne in München für Köln erhalten bleiben, während die übrige Sammlung geschlossen nach München ging.
Als Gelände wurde 1997 ein Park mit altem Baumbestand verwendet, der vorher von der Stadt Köln nur als brachliegende Grünfläche vor dem Kölner Zoo zwischen Zoobrücke und Rhein existierte. Mit dem Umbau zu einem Skulpturenpark erhielt das Gelände neue Wege und einen Eingang an der Riehler Straße schräg gegenüber vom Zoo. Einen zweiten Zugang gibt es vom Konrad-Adenauer-Ufer aus. Parkplätze sind unter der Zoobrücke ausgewiesen.
Das Kuratorium bestand anfangs aus einem Konsortium, später hatten nacheinander Renate Goldmann, Friedrich Meschede und Thomas D. Trummer diese Aufgabe übernommen. Die Jubiläumsausstellung KölnSkulptur #9 (2017–2019) zum 20-jährigen Bestehen wurde von Chus Martínez kuratiert. KölnSkulptur #10 – ÜberNatur – Natural Takeover wurde von Tobias Berger, Chefkurator am Tai Kwun Centre of Heritage and Arts in Hongkong, gestaltet.
Die KölnSkulptur #11 wurde am 23. Juni 2024 von Kuratorin Nikola Dietrich eröffnet. Ab September 2024 wird Dietrich die Künstlerische Direktorin der Liste Art Fair Basel.

## Ausstellungen
- KölnSkulptur 1 vom 1. November 1997 bis 1. September 1999
- KölnSkulptur 2 vom 15. November 1999 bis 1. September 2001
- KölnSkulptur 3 vom 1. Oktober 2001 bis 1. September 2003
- KölnSkulptur 4 vom 1. April 2007 bis 1. April 2009
- KölnSkulptur 5 vom 19. April 2009 bis 1. April 2011
- KölnSkulptur #6 vom 15. Mai 2011 bis 1. Mai 2013
- KölnSkulptur #7 vom 5. Mai 2013 bis April 2015
- KölnSkulptur #8 vom Juni 2015 bis Juni 2017
- KölnSkulptur #9 – La Fin de Babylone. Mich wundert, dass ich so fröhlich bin! vom 15. Oktober 2017 bis 30. September 2019
- KölnSkulptur #10 – ÜberNatur – Natural Takeover vom August 2020 bis Juni 2024
- KölnSkulptur #11 vom 23. Juni 2024 bis Juni 2026

## Werke
Künstler / Titel / Entstehungsjahr / (KölnSkulptur-Ausstellung)
Magdalena Abakanowicz – Hand-like Trees (Figura Rompa/Manus Ultimus), 1996, (1)

Olga Balema – Loop 1A, Loop 34A, Loop 15A, Loop 7A, 2024, (11)

Stephan Balkenhol – Mann auf Anhänger, 1999, (2, 3)

Mary Bauermeister – Rübezahl, 2020, (10-11)

John Bock – Schlupf, 2020, (10)

Katinka Bock – WIR, 2011, (6)

Louise Bourgeois – Spider, 1996, (1)

Martin Boyce – Warm Dry Stone and Palm Leaves, 2010, (6)

Tom Burr – No Access: cluster one (B, D, E, I, M), 2015/2017, (8-11)

Andrea Büttner – Schale, 2017, (9)

James Lee Byars – Untitled (Sigmund Freud), 1999, (4-11)

Alexander Calder – Pointes et Courbes, 1970, (1)

Nina Canell – Power (Powerless), 2013, (7-11)

Anthony Caro – Forum, 1992/1994, (1)

Leelee Chan – Blindfold Receptor (Guld Frit. Orange), 2020, (10)

Eduardo Chillida – Elkartu, 1990, (1)

Bonnie Collura – Snowman, 2000, (3, 4)

Claudia Comte – The Nordic Cactuses, 2017, (9)

George Condo – Monk, 2002, (4)

Tony Cragg – Early Forms, 1997, (1-5) / Wirbelsäule – The Articulated Column, 1996, (2-4, 6, 7)

Aaron Curry – Purple Cloud, 2009, (5)

Edith Dekyndt – The Fences, 2015, (8-11)

Christina Doll – Vivi, 2007/2009, (5)

Jimmie Durham – Pagliaccio non son, 2011, (6-9)

Bogomir Ecker – Belleville 2, 1997, (1) / Ohr, 1996, (1-11)

Cecilia Edefalk – Weeping Birch, 2013, (7) / Birch Mask, 2011, (7)

Marte Eknæs – Insides, 2024, (11)

Ayşe Erkmen – Lonesome George, 2020, (10-11)

Alexander Esters – LÜG DU SAU!, 2009, (5)

Peter Fischli und David Weiss – Garten, 1997/1999, (2-11)

Barry Flanagan – Leaping Hare on a Crescent and Bell, 1988, (1) / Large Mirror Nijinski, 1993, (1, 3-7, 9,10)

Günther Förg – Ohne Titel, 1997, (1-4, 6, 7) / Ohne Titel, 1994, (8)

Katharina Fritsch – Gartenskulptur, 2006, (5)

Sou Fujimoto – Garden Gallery, 2011, (6-11)

Roland Gätzschmann – 100, 2011, (6)

Isa Genzken – Sophienterrasse, 1991, (2) / Mittelweg, 1991, (2)

Karl Gerstner – La Fleur du Mal, 1980, (3)

Julian Göthe – Within the realm of a dying sun, 2024, (11)

Dan Graham – Greek Cross Labyrinth, 2001, (3-11)

Tamara Grcic – Vögel im Baum, 2013, (7)

Asta Gröting – Potemkinsche Dörfer, 1994/1999, (2)

Lena Henke – The Doors, 2013, (7-11)

Georg Herold – punto iddio, 1999, (2)

Susan Hiller – What Every Gardener Knows, 2003, (7)

Olaf Holzapfel – Interesse an allerlei Formen von Datenumwandlung, 2011, (6)

Jenny Holzer – Ambition is just..., 1997, (1-11)

Martin Honert – Zelt, 2001, (3)

Judith Hopf – Untitled (Pointing Hand 3), 2017, (11) / Untitled (Tongue Rolling – Outdoor), 2024, (11)

Sofia Hultén – On a Fixed Centre, 2011, (6)

Bethan Huws – Ysgol, 2013, (7-10)

Leiko Ikemura – Katzenmädchen mit rhein-Blick, 1999, (2-11)

Jörg Immendorff – Hyde Park Corner, 1999, (2-7)

Peter Kamm – Traut euren Augen, dort kommen sie, 2007, (6)

Anish Kapoor – Untitled, 1997, (2-11)

Bernd Kastner – Menschliche Kälte, 2009, (5)

Ellsworth Kelly – Rocker, 1997, (1)

Stefan Kern – Ohne Titel (Tribüne), 1996, (1-11)

Hubert Kiecol – Tor, 1997, (1) / Acht Helle, 2011, (6, 7) / Rheinwein,  2011, (6-11)

Jan Kiefer – Ohne Titel (Kreuz und Schnaps), 2017, (9)

Thomas Kiesewetter – Broken Butterflies (Version I), 2010, (6)

Martin Kippenberger – Transportabler U-Bahn-Eingang, 1997, (1)

Per Kirkeby – Ohne Titel, 1991/1992, (1) / Læsø-Kopf II, 1983, (7-10)

Esther Klas – 0-5, 2013, (7)

Yves Klein – Feuerwand, 1961/1994, (1)

Valerie Krause – scheint / das Matte, 2013, (7)

Norbert Kricke – Raumplastik Grosse F III, 1980, (5)

Alicja Kwade – Anschauungsvorstellung, 2013, (7)

Alf Lechner – Negativ – Positiv, 1996, (1)

Klara Lidén – Harvest Moon, 2013, (7-11)

Markus Lüpertz – Clitunno, 1989/1990, (1) / Paris, 2001, (4)

Jonathan Meese – Wir, Erzkinder lernen Macht (Süsses Dorf der Verdammtin) = Die Gören, 2007, (5)

Isa Melsheimer – Rödig, 2008, (5)

Meuser – Ohne Titel, 1999, (2)

Dane Mitchell – Post hoc, 2019/2020, (10-11)

Thomas Moecker – Basement, 2007, (5)

Matt Mullican – 5 Worlds, 12 Benches, 2013, (8)

Paul Myoda – Star Birth, 1997, (1)

Eduardo Navarro – Letters to Earth, 2017, (9)

Barnett Newman – Zim Zum II, 1969/1985, (1)

Ansgar Nierhoff – Den Einritzungen entsprechend, 1987, (1)

Tatzu Nishi – Fuji-San, 2006/2007, (4)

Katja Novitskova – Approximation (corn snakes hatching), 2017, (10)

Paulina Olowska – Pavilionesque Kiosk, 2024, (11)

Kirsten Ortwed – Gemelli, 2006, (4)

Jorge Pardo – Tomatensuppe, 1997, (1-11)

A. R. Penck – Uxos, 1987, (1)

Manfred Pernice – Peilanlage Forelle, 2003, (4-9)

Solange Pessoa – Untitled, 2017, (9)

Bettina Pousttchi – Elisabeth, 2012, (7)

Karl Prantl – Meditationssteine, 1991, (1)

Tal R – Pommel and Pomerans, 2005, (4) / Holunde and Blackberry, 2005, (4)

Tobias Rehberger – Unmögliche Schönheit (schattig), 1999, (2-6)

Thomas Rentmeister – Depot, gestern, 2009, (5)

Mandla Reuter – Der Park, 2011, (6-11)

George Rickey – Rectangles Horizontal Jointed Big, Thin, Small, 1990, (1)

Ulrich Rückriem – Ohne Titel, 2001, (3-11) / Granit, schwarz, Schweden, gespalten, geschnitten, geschliffen, 1986, (6-11) / Granit Bleu de Vire, gespalten, 1982, (7, 8)

Ursula von Rydingsvard – Large Bowl, 1997, (2)

Lin May Saeed – Thaealab, 2017, (9)

Georgia Sagri – Sitting with my Breath, 2024, (11)

Michael Sailstorfer – Hoher Besuch – Köln, 2009, (5-11)

Karin Sander – Paradise 231, 2013, (7-11)

Jan Philip Scheibe – abseite, 2009, (5)

Thomas Scheibitz – Sylvia Stone, 2007, (4)

Julian Schnabel – Mc Beth, 1989, (2)

Frances Scholz – Earth Wall (Pandoras Box, Silver Arm, Stone Hugger), 2024, (11)

Nicola Schrudde – [Haus / Silber / für #7 ], 2013, (7)

Thomas Schütte – Weinende Frau, 2011, (6-11)

Joel Shapiro – Untitled, 1996/1999, (2-10)

Santiago Sierra – 583 Stunden Arbeit, Skulpturenpark Köln Mai 2015, (8)

Dirk Skreber – Reaktor, 2009, (5, 6)

Torsten Slama – Herbert-Bayer-Zigarettenkiosk/Atomskulptur, 2009, (5)

Slavs and Tatars – AÂ AÂ AÂ UR, 2015, (8)

Andreas Slominski – Der Parkplatz, 2007, (4-11)

Florian Slotawa – Kölner Reihe, 2011, (6)

David Smith – Primo Piano III, 1962, (2)

Teresa Solar – Pumping Station, 2017, (9)

Alan Sonfist – Disappearing Forest of Germany, 2009. (5)

Giuseppe Spagnulo – Turris, 1997, (1)

Mauro Staccioli – Untitled, 1999, (2-11)

Frank Stella – Werner Herzog Eats His Shoe, 1993, (2)

Thomas Stimm – Löwenzahn, 2007, (5)

Paul Suter – Orchis, 1977, (6)

Mark di Suvero – Racine du Naos, 1996, (2-11)

Benedikt Terwiel – Schwerepunktfeld, Koordinate 1/3, 2/3, 3/3, 2011, (6)

Rosemarie Trockel – Ohne Titel, 1997, (1) / Ohne Titel, 1982/1990, (2-4) / Der armselige Baum, 1999, (2, 3) / L'Arc de Triomphe (Der armselige Baum / Die Zuwenignis), 2006, (4-11)

Tatiana Trouvé – Refolding, 2012, (7)

Amalia Ulman – Stock Images of War (Hospital), Juni 2015, (8, 9)

Simon Ungers – Monolith, 1999, (2-4, 6-11)

Bernar Venet – Four Indeterminate Lines, 1994, (1) / Four Arcs of 235,5o, 1999, (3-11)

Bernard Voïta – Green Memories, 2011, (6-11)

Peter Wächtler – Ärztehaus, Schöffengericht, Atrium, 2024, (11)

Johannes Wald – Pedestal for a Muse, 2011, (6, 7)

Paul Wallach – Ring-Around, 1999, (2-11)

Ina Weber – Vogelbad, 2009, (5)

Jochen Weber – Figur 21, 2011, (6)

Lois Weinberger – Spur, 2015, (8-11)

Franz West – Feile, 1997, (1-4)

Martin Willing – Quadratschichtung, zweiachsig, wachsend, 1996/1999, (2-11)

Pedro Wirz – Trilobites, 2013/2017, (9)

Johannes Wohnseifer – Ein blasser Schimmer, 2001, (3)

Guan Xiao – Old Eggs and the Catcher, 2020, (10)

Trevor Yeung – Two Reliers, 2020, (10-11)

Heimo Zobernig – Spartakus Catering, 1998/2001, (3-11)

## Film
- Thorsten Schneider/ Michael Straßburger: 10 Jahre SkulpturenparkKöln/ KölnSkulpturen 4, Köln 2007